# Darío Lecman
Darío Lecman (* 1. September 1971 in Buenos Aires) ist ein ehemaliger argentinischer Gewichtheber.
Er erreichte bei den Weltmeisterschaften 1993 den neunten Platz in der Klasse bis 83 kg. Bei den Panamerikanischen Spielen 1995 (91 kg), 1999 (94 kg) und 2003 (94 kg) gewann er jeweils die Silbermedaille. Silber gewann er auch bei den Südamerikameisterschaften 2000. Im selben Jahr nahm er an den Olympischen Spielen in Sydney teil, bei denen er Platz 19 belegte. 2004 gewann er bei den Panamerikanischen Meisterschaften Bronze. Bei den Olympischen Spielen 2004 in Athen belegte er Platz 17. 2006 wurde er wegen eines Dopingverstoßes bis 2008 gesperrt.